# Gârceni
Gârceni je rumunská obec v župě Vaslui. Žije zde přibližně 2 200 obyvatel. Obec se skládá ze šesti částí.

## Části obce
- Gârceni – 768 obyvatel
- Dumbrăveni – 187 obyvatel
- Racova – 198 obyvatel
- Racovița – 285 obyvatel
- Slobozia – 530 obyvatel
- Trohan – 236 obyvatel